# Microdon manitobensis
Microdon manitobensis är en tvåvingeart som beskrevs av Charles Howard Curran 1924. Microdon manitobensis ingår i släktet myrblomflugor, och familjen blomflugor. Inga underarter finns listade i Catalogue of Life.